# Sonnschied
Sonnschied là một đô thị thuộc huyện Birkenfeld, trong bang Rheinland-Pfalz, phía tây nước Đức. Đô thị Sonnschied có diện tích 3,85 km², dân số thời điểm ngày 31 tháng 12 năm 2006 là 132 người.